# Ishtar
Ishtar er en krigs- og kærlighedsgudinde i den babyloniske/assyriske mytologi. 
Hun kaldes også Anunit og Atarsamain. Hun er den, blandt andre, assyriske gudinde Astártē (Astarte, oldgræsk: Ἀστάρτη) og modsvarer den sumeriske Inanna.
Sammen med måneguden Nanna (eller Suen) og solguden Utu, personaliserer Ishtar månen (visdom), solen (retfærdighed) og jorden (livskraft).

## Billedgalleri
- Babylonisk Astartefigur, påklædt
- Babylonisk Astartefigur, nøgen